# Monte Olimpino
Monte Olimpino (Mundrumpin o, italianizzato, Mont Olimpin in dialetto comasco) è un quartiere di circa 5 450 abitanti del comune di Como, capoluogo dell'omonima provincia.

## Geografia
Situato a nord ovest rispetto al centro della città, è sulla direttrice che porta in Svizzera, su una collina che domina Como. Confina con Como Centro, con i quartieri di Ponte Chiasso, Sagnino e Tavernola, e con i comuni di San Fermo della Battaglia e Cavallasca.
Tutto il centro abitato sorge lungo la via Bellinzona, strada che porta in Svizzera alla dogana di Chiasso. La strada corre lungo il valico tra le due alture del Sasso di Cavallasca (inserita nel parco regionale della Spina Verde) e di Cardina.
La collina di Cardina, situata sulla destra percorrendo la strada che porta in Svizzera, è conosciuta anche come "La collina del cinema" grazie alle pellicole realizzate in loco da Bruno Munari e Marcello Piccardo che per molti anni hanno abitato in questa zona.

## Storia
All'epoca romana risalgono alcune iscrizioni di carattere religioso riportate alla luce in località Bignanico.
Nel 1180 il territorio dell'attuale Monte Olimpino faceva parte del territorio amministrato dal borgo comasco di Vico. Nello stesso anno, Monte Olimpino risultava già ospitare un convento di monache benedettine, dedicato a San Michele e la cui esistenza è attestata fino ad almeno la fine del XVI secolo.
Negli annessi agli Statuti di Como del 1335, “Lompino” è citato sia come "vicinantia" sia come "comune", che all'interno della Pieve di Zezio, compartecipa alla manutenzione del tratto di via Regina dalla "porta Patarinarum fratris Guillelmi de Vico" fino al "Conigium sive Razolum quod est ad Grumellum”.
Monte Olimpino fu comune dal 1818 fino a che venne inglobato nel comune di Como, con Regio Decreto del 7 dicembre 1884, a firma di Umberto I. Con lo stesso provvedimento veniva annesso al comune di Como anche il Comune di Camerlata.
Dopo l'unione con il comune di Como fu di rilevanza la sua posizione vicina alla frontiera da cui passavano frontalieri e contrabbandieri.
Le scuole medie ed elementari del quartiere sono intitolate a Giuseppe Massina, un giovane di Monte Olimpino morto in Etiopia durante il periodo fascista; è ricordato anche nella "Piazza Medaglie d'Oro" di Como.

### Storia del territorio
In passato, le attività principali della zona erano l'agricoltura e la bachicoltura.  Dal 1800 si svilupparono anche altri tipi di attività artigianali, soprattutto legate alla lavorazione di prodotti provenienti dalla Svizzera. Sullo sviluppo anagrafico e commerciale ebbe grande influenza la realizzazione del tronco ferroviario Como-Chiasso e della relativa stazione internazionale. Grazie alla presenza di una cava di calcare marnoso adatto per la produzione di cemento di tipo Portland nella montagna alle spalle della chiesa, a fianco della linea ferroviaria Chiasso-Milano venne edificato nel 1899 uno dei primi cementifici italiani (Società-Fabbrica di Cemento Portland Montandon & C.) che arrivò ad impiegare, nel dopoguerra, fino a 300 addetti; quando il filone si esaurì, nel 1932, la cementeria venne trasferita a Merone dove dal 1928 era già entrato in funzione un nuovo stabilimento. Nel 1941 la cementeria prenderà il nome di Cementeria di Merone.

## Monumenti e luoghi d'interesse

### Architetture civili

#### Dosso Pisani
Il Dosso Pisani è una villa costruita tra il 1897 e il 1910 sul colle di Cardina per volere dello scrittore scapigliato Alberto Carlo Pisani Dossi. La villa fu ideata dall'architetto Luigi Conconi.

#### Castel Carnasino
Il Castel Carnasino è un edificio settecentesco con caratteristica torretta, situato alle pendici della collina di Cardina, in prossimità della via Bellinzona. Sino al XVI secolo fu una delle più importanti fortificazioni a nord della città di Como ed era utilizzato per il controllo della strada che univa Como al Mendrisiotto (l'attuale via Valeria). Attualmente è di proprietà della famiglia Torriani.

#### Altro
Di rilievo sono anche Villa Maderni, Villa Eros e Villa Bianchi, edifici storici della località Cardano.

### Architetture religiose

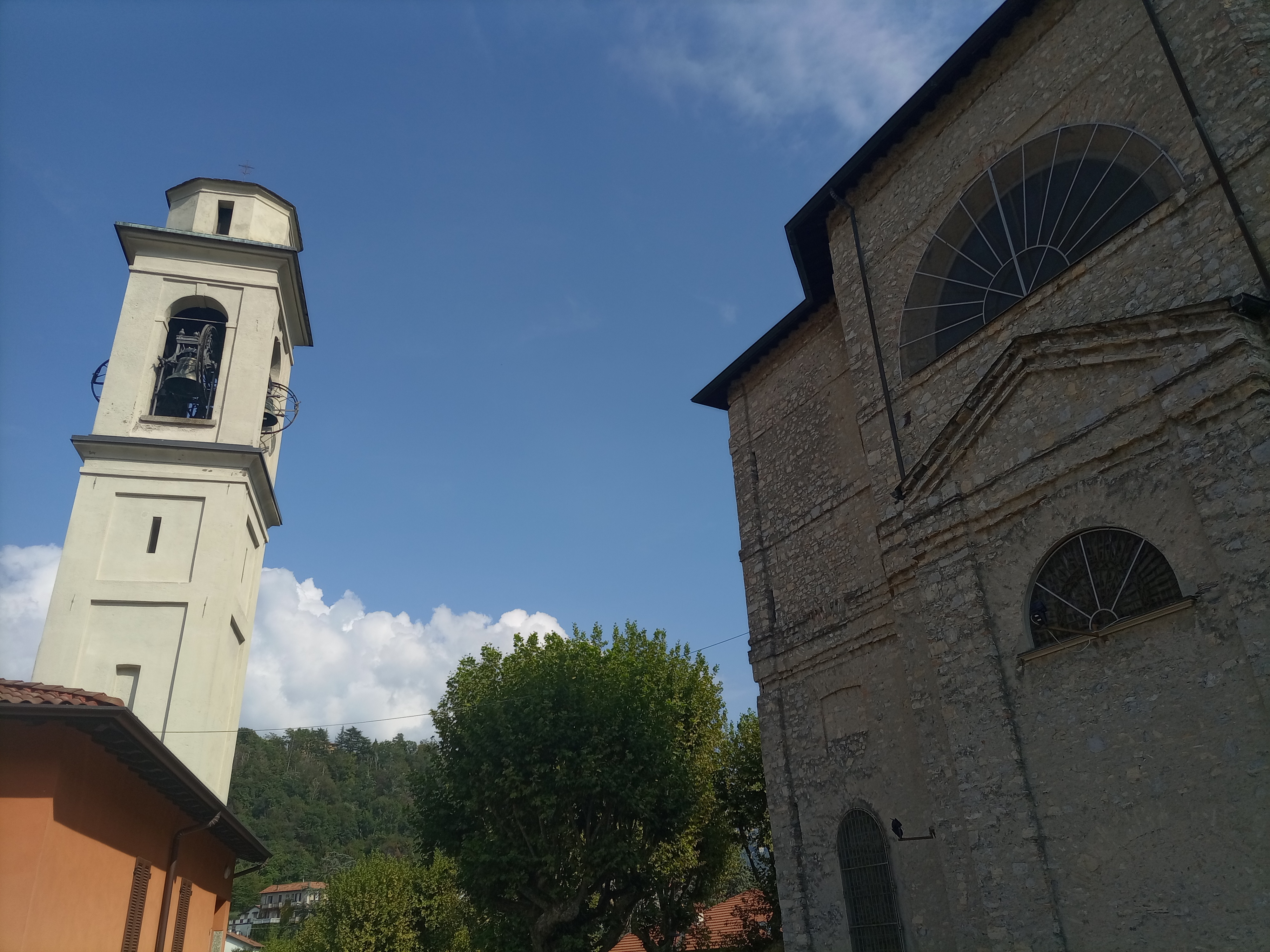
Lato destro e campanile della chiesa di San Zenone

La Chiesa di San Zenone, edificata nel 1857 a fianco di una precedente chiesa che nel 1654 era stata elevata alla dignità parrocchiale, è l'ultima opera dell'architetto neoclassico Giacomo Moraglia.  L'edificio appare oggi sostanzialmente intatto nell'assetto e nelle pareti verticali, ma ha subito nel corso dei tempi rimaneggiamenti nei pavimenti dove, alle originarie piastrelle in cemento sono state sostituite le attuali, in marmo.

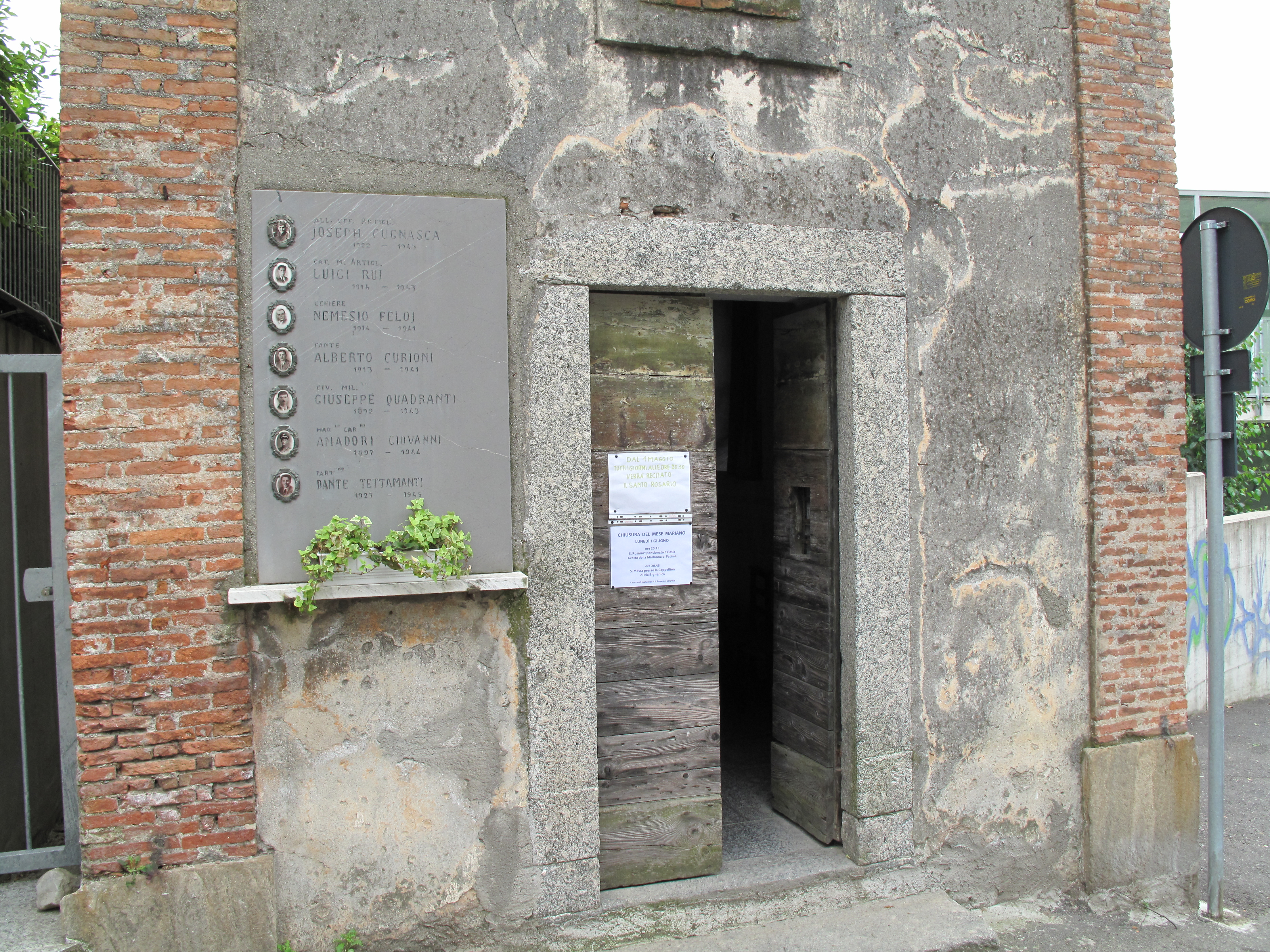
Ingresso dell'Oratorio di S. Maria del Prestino

A Bignanico si trovano la Chiesa di San Pietro in Vincoli, risalente al XII-XIII secolo, nelle cui mura perimetrali è possibile riscontrare alcuni elementi romanici e l'Oratorio di S. Maria del Prestino, eretto all'inizio del XVIII secolo.
Una piccola chiesa si trova anche all'interno del complesso del Castel Carnasino. Si tratta di un piccolo oratorio del XVII secolo, sormontato da un campanile a vela dotato di una singolare sezione a "L".
Altri oratori storicamente presenti sul territorio sono:
- a Cardano superiore, la Chiesa dedicata a Sant’Abbondio;
- a Cardina, la Chiesa dedicata alla Beatissima Vergine Immacolata.

A Cardano inferiore era segnalata anche una Chiesetta dedicata a San Gaetano.

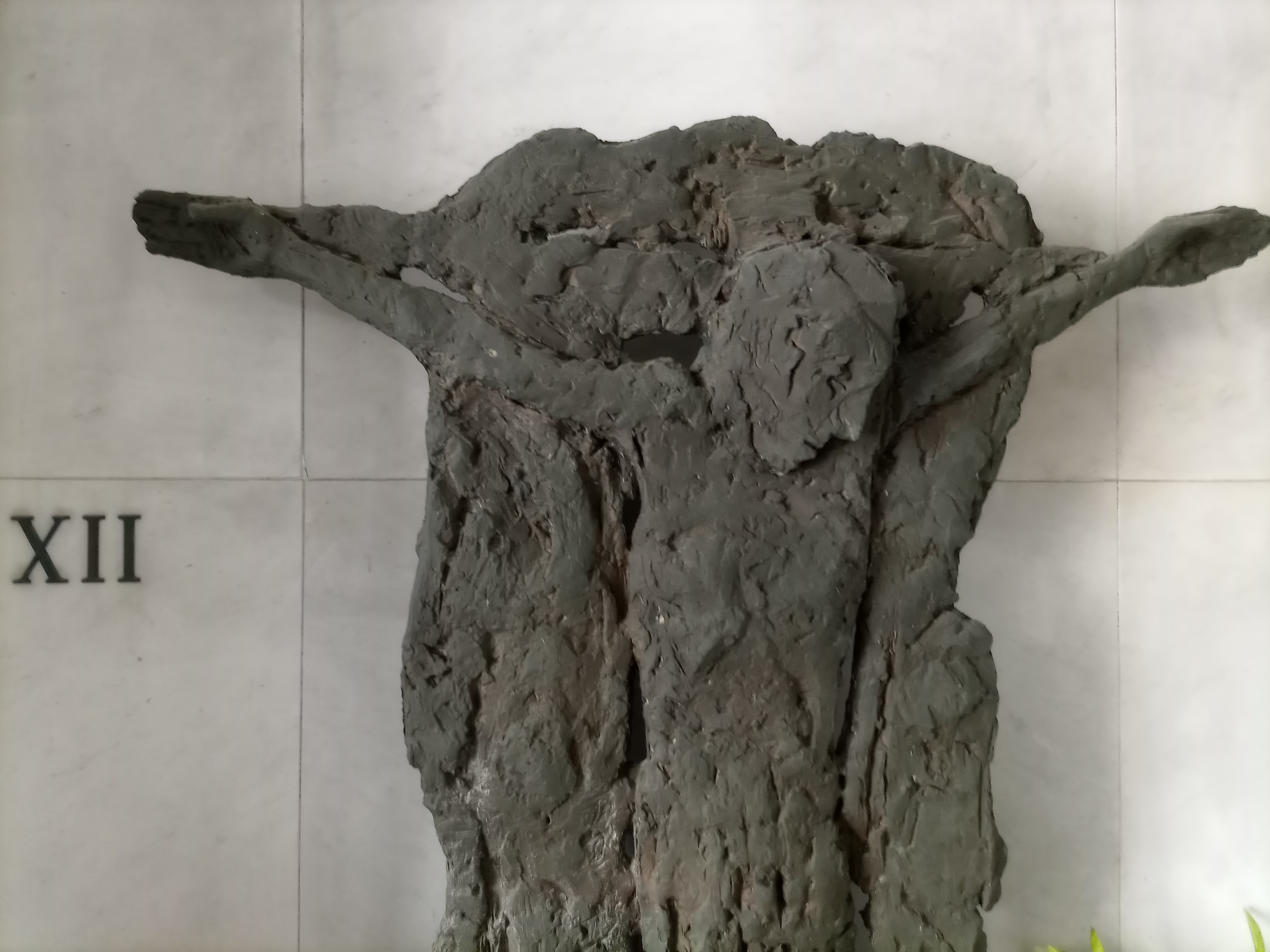
Crocifissione realizzata da Eli Riva

La cappella del cimitero di Monte Olimpino ospita un tabernacolo e una via Crucis realizzati dallo scultore Eli Riva.

## Società

### Evoluzione demografica

#### Demografia pre-unitaria
- 1853: 1 693 abitanti[15]

#### Demografia post-unitaria
Abitanti censiti all'interno del comune di Como:
- 1981: 6 864 abitanti[16]
- 1991: 6 570 abitanti[16]
- 2001: 5 665 abitanti[16]
- 2008: 6 033 abitanti[16]
- 2014: 5 960 abitanti

## Geografia antropica

### Zone e località
Il quartiere di Monte Olimpino comprende le seguenti località:
- Bignanico
- Canova
- Cardano
- Cardina
- Carnasino
- Interlegno
- Paluda
- Soldo

## Infrastrutture e trasporti
Il quartiere di Monte Olimpino è servito da tre linee di autobus appartenenti alla rete dei trasporti pubblici urbani gestita da ASF Autolinee (ex SPT Linea).
- Linea 1: Chiasso - P.Chiasso - Como - S.Fermo;
- Linea 7: Sagnino - Como - Lora;
- Linea 12: Camerlata - Lazzago - Ospedale - S.Fermo - Tavernola.